# Picus puniceus
Picus puniceus là một loài chim trong họ Picidae.